# Banchus volutatorius
Banchus volutatorius là một loài tò vò trong họ Ichneumonidae.

## Hình ảnh

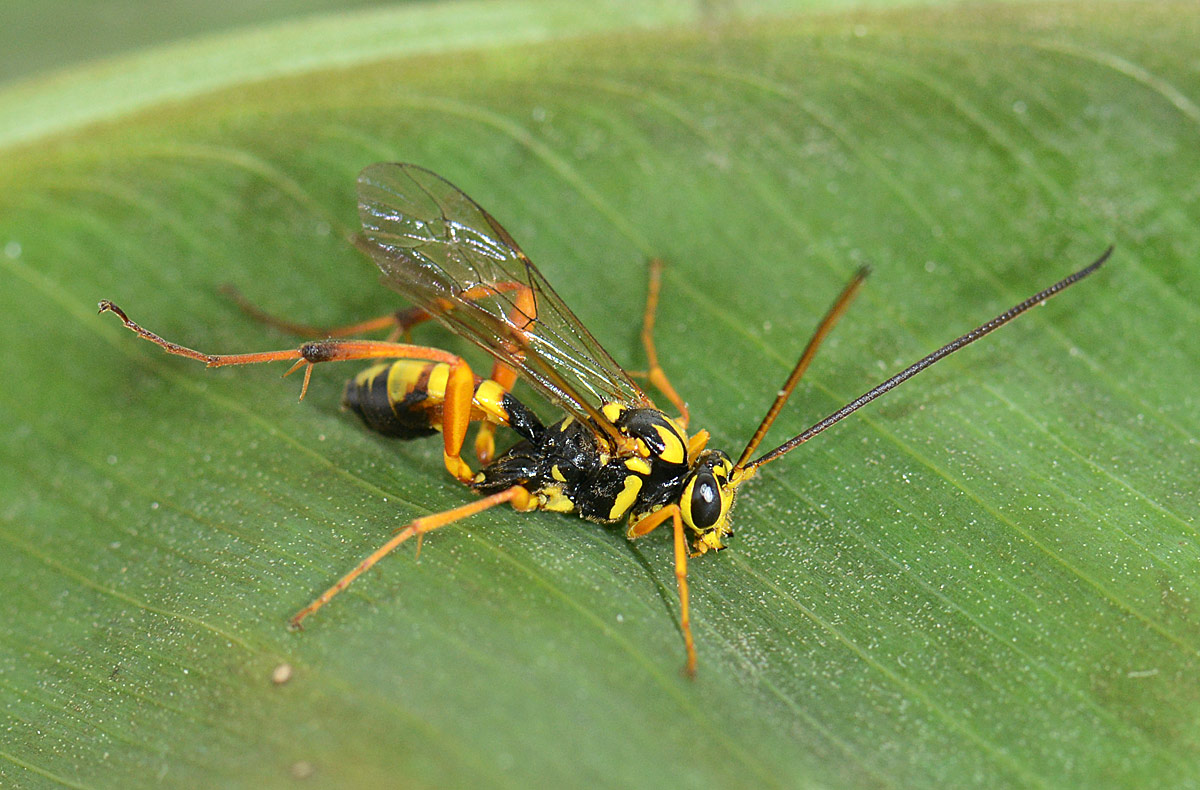